# Pontiturboella
Pontiturboella is een geslacht van weekdieren uit de klasse van de Gastropoda (slakken).

## Soort
- Pontiturboella rufostrigata (Hesse, 1916)